# Desa Kedawung (administrativ by i Indonesien, Jawa Tengah, lat -7,49, long 111,05)
Desa Kedawung är en administrativ by i Indonesien.   Den ligger i provinsen Jawa Tengah, i den västra delen av landet, 500 km öster om huvudstaden Jakarta.